# Jad Mouaddib
Jad Mouaddib (Lens, 5 april 1999) is een Frans voetballer die sinds 2021 uitkomt voor Excelsior Virton.

## Clubcarrière
Mouaddib ruilde de jeugdopleiding van AG Caennaise in 2010 voor die van SM Caen. Daar maakte hij in het seizoen 2016/17 zijn opwachting in het B-elftal van de club, dat toen uitkwam in de CFA2. Op 23 januari 2019 maakte hij zijn officiële debuut in het eerste elftal van de club: in de vierde ronde van de Coupe de France mocht hij tegen ES Viry-Châtillon in de 78e minuut invallen voor Saîf-Eddine Khaoui. Mouaddib legde in de 90e minuut de 0-6-eindscore vast.
In juni 2019 ondertekende Mouaddib zijn eerste profcontract bij Caen. Enkele maanden later leende de club hem voor één seizoen uit aan US Granville, dat dat seizoen uitkwam in de Championnat National 2. Na afloop van zijn uitleenbeurt vertrok hij ook definitief bij Caen. Na een kortstondige passage bij FCV Farul Constanța belandde hij in augustus 2021 bij de Belgische tweedeklasser Excelsior Virton.

## Interlandcarrière
Mouaddib heeft een verleden als Frans jeugdinternational.
2 Vinck ·
3 Rizzo ·
4 Doué ·
5 Hamzaoui ·
7 Bukusu ·
8 Sadin  ·
9 Sula ·
10 Pinga ·
11 Ahlinvi ·
14 Guillaume ·
17 Allach ·
18 Mouaddib ·
20 Napoletano ·
21 Aabbou ·
23 Martin ·
24 Hery ·
26 Awassi ·
28 Droehnle ·
Masangu ·
Coach: Grégoire